# فيليب مولر (سياسي)
فيليب مولر (الألمانية السويسرية الموحدة: Philipp Müller) هو سياسي سويسري، ولد في 5 سبتمبر 1952 في سويسرا. حزبياً، نشط في الحزب الليبرالي الراديكالي السويسري والحزب الديمقراطي الحر (سويسرا). وقد انتخب عضو مجلس الولايات السويسري (30 نوفمبر 2015 – ) وانتخب عضو المجلس الوطني السويسري (1 ديسمبر 2003 – 29 نوفمبر 2015).

## روابط خارجية
- فيليب مولر على موقع مونزينجر (الألمانية)
- فيليب مولر على موقع DriverDB.com (الإنجليزية)